# Marina Di Giorno
Marina Di Giorno, née à Toulouse le 28 mars 1989, est une pianiste française de musique classique.

## Biographie
Marina di Giorno commence l'étude du piano à l'âge de trois ans et demi. Enfant précoce, elle passe son premier concours au Royaume de la Musique de Radio France à 4 ans. Elle obtient un premier prix de piano dans la classe de Susan Campbell à l'unanimité du jury, ainsi que deux premiers prix de musique de chambre et formation musicale au conservatoire de Montpellier.
Admise à 14 ans au Conservatoire national supérieur de musique et de danse de Paris (CNSMDP), elle intègre la classe de Bruno Rigutto en piano, Claire Desert, Ami Flammer, Yovan Markovich et Marc Coppey en musique de chambre. Lauréate de deux Premiers Prix de piano et de musique de chambre ainsi que du Diplôme de Formation supérieure de Musicien Interprète, elle se perfectionne à la Haute École de musique de Genève avec Pascal Devoyon, poursuit également un master de musique de chambre au CNSMDP et reçoit les conseils de Dominique Merlet, Abdel Rahman El Bacha, Christian Ivaldi, Jean-Claude Pennetier, Jean-François Heisser, le Quatuor Julliard, le Trio Wanderer, France Clidat et Marie-Françoise Bucquet.   
Elle fait ses débuts à 11 ans avec orchestre à Montpellier Salle Molière, au Corum et à l’Opéra-Comédie et donne des récitals en Europe et au Maroc comme soliste et en musique de chambre. 
Engagée dans plusieurs festivals et grandes salles : Ars Terra, Rencontres internationales Chopin à Nohant, Musicora au Louvre, Festival Chopin de Bagatelle, Moments Musicaux Jeunes Prodiges et Musiciens Prodigieux, En Première Partie d'Alain Planès, La Roque-d'Anthéron, Classique au Large à Saint-Malo, Concerti del Tempietto à Rome, Société des Arts de Genève, en Autriche, elle a  été invitée  à diverses émissions radiophoniques et télévisées.

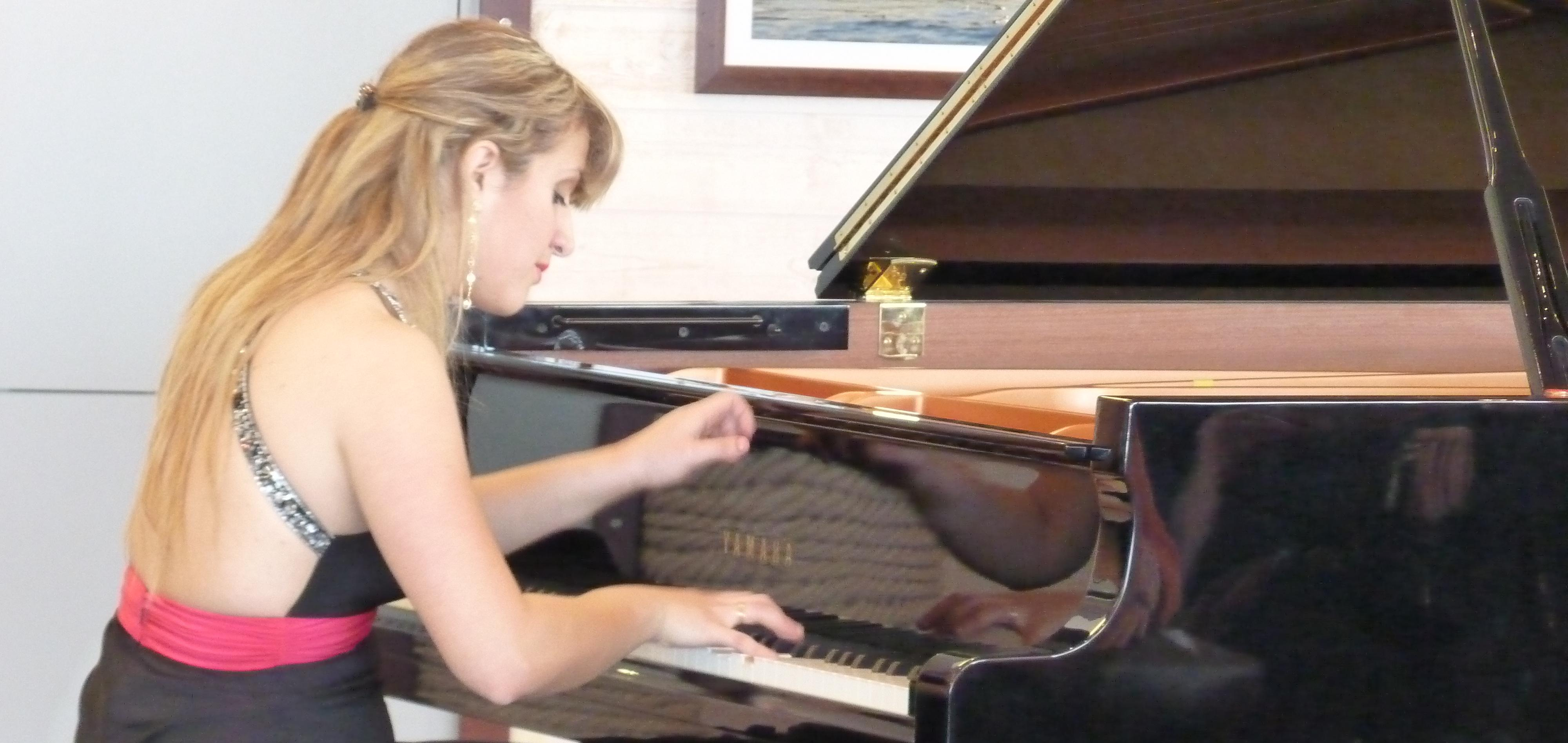
Marina Di Giorno au Festival Classique au Large à Saint Malo

## Discographie
- Festival Ars Terra, 2 CD live (2006, 2007)
- Bicentenaire Schumann, DVD (2010)
- Festival les Solistes de Demain, CD Live (2011)
- « L'invitation au voyage », œuvres de Johannes Brahms, Robert Schumann, Enrique Granados, Alberto Ginastera; Passavant Music (2011)
- Robert Schumann, Frédéric Chopin - Passavant Music (2012)
- Claude Debussy, Maurice Ravel, Camille Saint-Saëns - Passavant Music (2012)

## Autres activités
Ambassadrice et marraine du Parc national du Pollino Calabre, Italie